# Pahurci
Pahurci (ukr. Пагурці) – wieś na Ukrainie, w obwodzie winnickim, w rejonie chmielnickim, w hromadzie Ułanów. W 2001 liczyła 604 mieszkańców, spośród których 602 wskazało jako ojczysty język ukraiński, a 2 rosyjski.